# Servon (Mancha)
Servon é uma comuna francesa na região administrativa da Normandia, no departamento Mancha. Estende-se por uma área de 9,18 km². Em 2010 a comuna tinha 286 habitantes (densidade: 31,2 hab./km²).